# Maurice Depauw (1904-1981)
Ne doit pas être confondu avec Achiel Depauw.
Maurice Depauw, né le 17 septembre 1904 à Châtelet et mort le 9 février 1981 à Châtelet, est un coureur cycliste belge. Il a participé à plus de 60 courses de six jours en Europe et aux Etats-Unis;  Coureur intelligent et rapide, il a remporté tous les types de courses, du sprint aux courses de 24 heures et de six jours, ainsi que le Championnat de Belgique sur route.
Il est le père du coureur Maurice Depauw (1924-1993).

## Biographie
Depauw remporte le Grand Prix François-Faber en 1921 au Luxembourg. Il devient champion de Belgique des indépendants en course sur route en 1922 devant Maurice De Waele .
En 1926, il passe professionnel et obtient un contrat avec l'équipe cycliste Thoman-Dunlop. Il prend le départ de Paris-Roubaix. Cette saison-là, il termine troisième du Tour de Belgique et du championnat de Belgique professionnels sur route. En 1927, il remporte le Circuit de Paris,,. La même année, il termine également 7e du Tour des Flandres .
Il prend le départ des six jours de Londres en 1937 associé à Adolphe Charlier et en 1938, associé à Joe Buckley.
Il met fin à sa carrière sportive en 1939. Il est commissaire lors des championnats du monde de cyclisme sur piste à Milan. Il tient un commerce de levure à Châtelet, près de Charleroi.

## Palmarès
- 1921
  - Grand Prix François-Faber
- 1922
  -  Champion de Belgique sur route des indépendants
- 1925
  - 2e étape du Tour de Belgique des indépendants[8]
- 1926
  - 3e du Championnat de Belgique sur route
  - 3e du Tour de Belgique
- 1927
  - Circuit de Paris
  - 2e du Circuit de Champagne
- 1933
  - 3e du Prix Hourlier-Comès avec Adolphe van Nevele
- 1936
  - 2e des Six Jours d'Anvers avec Adolphe Charlier
- 1937
  - 3e des Six Jours d'Anvers avec Georges Ronsse

## Hommage
Le Grand Prix Maurice Depauw est une course de kermesse couru à Charleroi entre 1942 et 1951.